# Glacier Totten
Le Totten ou glacier de Totten est l'un des plus grands glaciers de l'hémisphère sud et du monde.
Situé sur la côte de Sabrina dans l’est de l’Antarctique sur la Terre de Wilkes, près de deux autres glaciers (Glacier de l'université de Moscou et Glacier Dalton), il s'étend (au-dessus d'un vaste bassin rocheux) sur une surface estimée à 534 730 km2 puis réévaluée à 570 000 km2 par Rignot et ses collègues en 2008) sa partie principale est longue de 65 km et large de 30 km. Son épaisseur varie selon les lieux et tend à diminuer rapidement sur sa partie centrale et aval. Au centre il était estimé épais d'environ 2 100 m au tout début du XXIe siècle).
Au niveau de la côte il forme une « langue glaciaire » importante près de la partie Est du cap Waldron, attentivement suivie par les spécialistes du climat et des glaciers notamment parce que ce glacier, pour des raisons encore mal comprises présente une vitesse de fonte en accélération et très supérieure à celle des autres glaciers de la partie Est de la calotte antarctique.
De nombreux indices montrent que la fonte de l'Antarctique n'est pas homogène. Les scientifiques qui étudient les effets du réchauffement climatique dans la région du Totten et dans l'Est-Antarctique craignent qu'un réchauffement de l'eau et la montée de la mer puissent accélérer la fonte de ce glacier, mais aussi déstabiliser une partie importante de la calotte glaciaire de l'Antarctique-Est.
Ce glacier fait partie des milieux extrêmes et de ce que les géographe nomment la « cryosphère antarctique » et fait partie de ceux qui sont étudiés par les paléogéographes, paléeoclimatologues car il semble (avec d'autres glaciers de l'Antarctique) avoir joué un rôle important dans l’évolution du climat durant le Cénozoïque et l’Holocène.

## Histoire

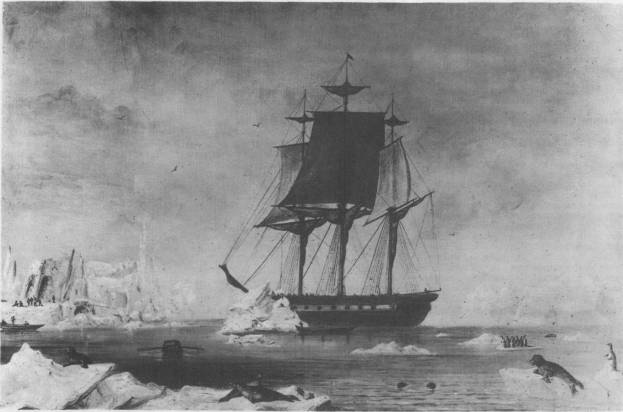
L' en Antarctique en 1840 (par Charles Wilkes)

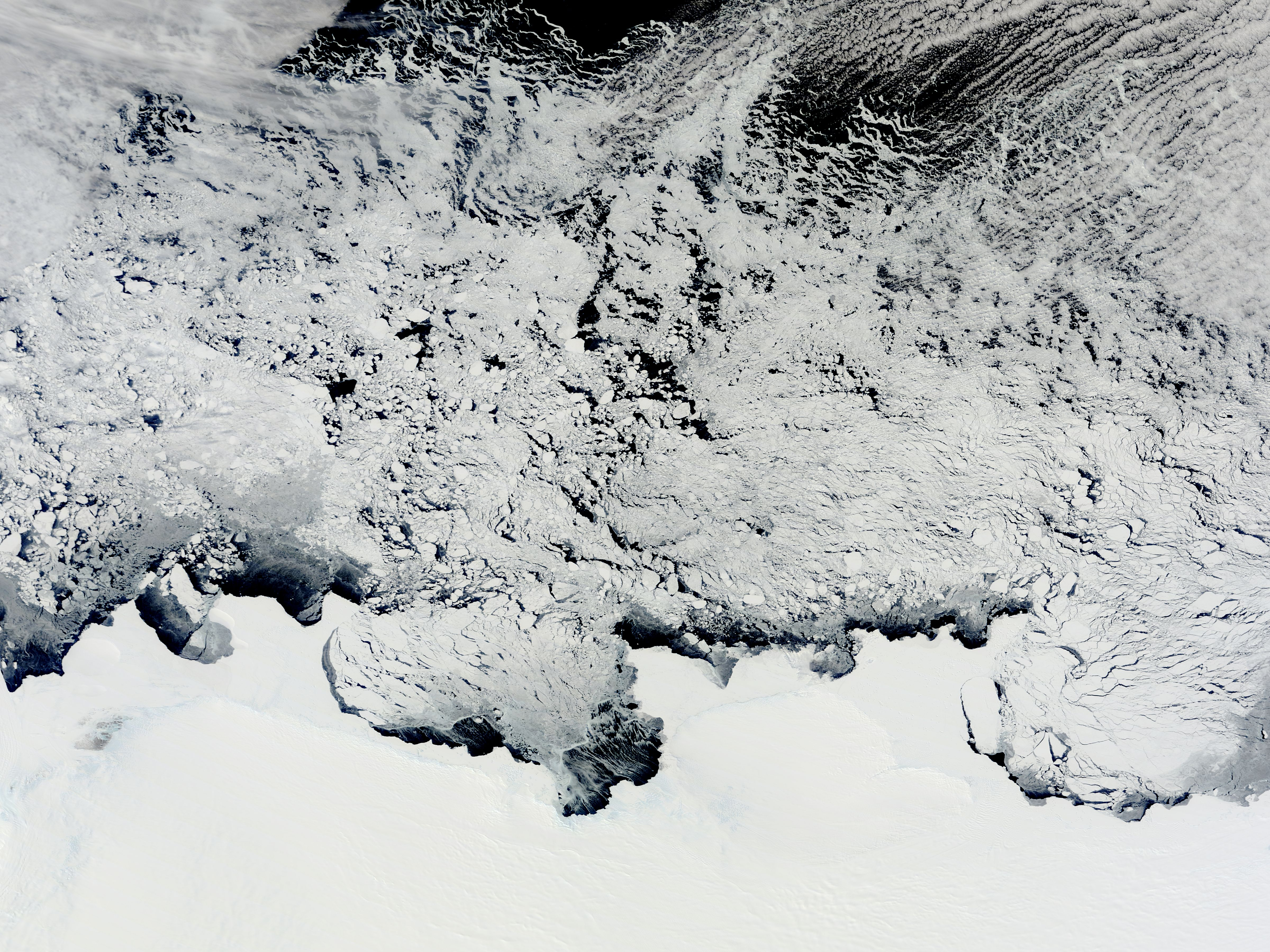
Vue générale de la côte (Budd Coast) prise par le satellite MODIS de la Nasa

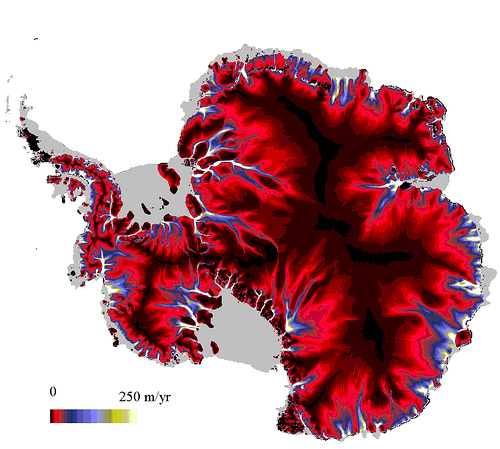
Carte de vélocité des glaces de l’Antarctique. On y voit les vitesses croissantes (bleu-jaune-blanc) des flots de glace vers les côtes

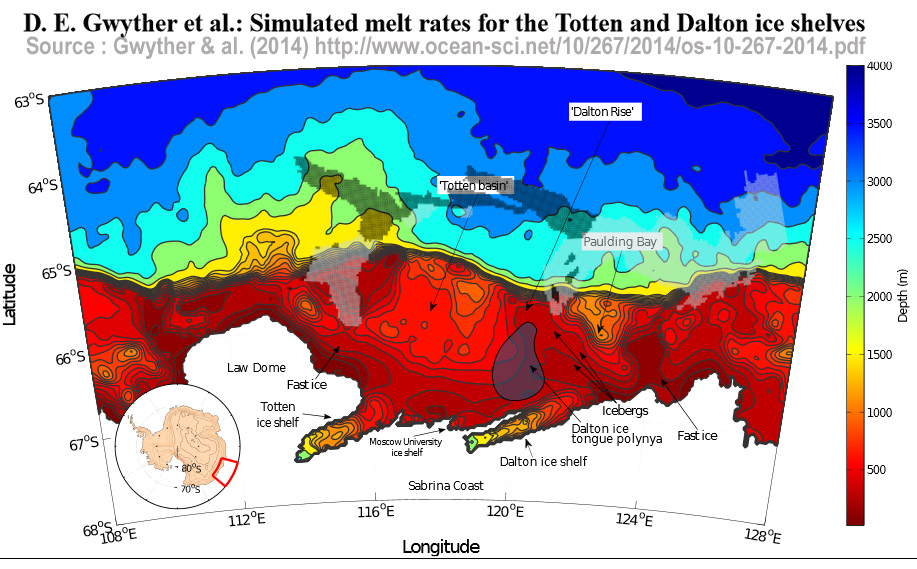
Modèle bathymétrique et du domaine ; Zone du glacier Totten

Le nom donné à ce glacier par la commission Advisory Committee on Antarctic Names (US-ACAN) est un hommage à George M. Totten, qui était aspirant sur le navire américain USS Vincennes et assistant de Charles Wilkes lors d'une expédition réalisée de 1838 à 1842, chargé de corriger les données de terrain rassemblées par l'expédition.
Difficilement accessible, ce glacier est encore assez mal connu.
Il a pour la première fois fait l’objet d’une cartographie dans le cadre de l’opération Highjump (Programme naval des États-Unis pour le développement en Antarctique) en 1946 et 1947.
Son volume et sa vélocité n’ont été évalués qu’assez récemment à la fin des années 1980.
De même le bilan entre ses pertes de masse (par fonte ou vêlage d'iceberg) et son accroissement (par accumulation de neige et glace) n’a été que récemment établi (par l’imagerie satellitale), avec une marge de 10 à 20 % d’incertitude et une évaluation d’accroissement qui pourrait avoir d’abord été sous-estimée notamment parce qu'on avait surestimé la vitesse de fonte de la partie inférieure du glacier là et quand il entre en contact avec l'océan.

## Accélération, affinement et vêlage accru
Parce que ce continent est le plus froid, 90 % des pertes de glace de l'Antarctique ne se produit pas par fusion mais par vêlage (contre 40 à 60 % en Arctique) et le glacier Totten est – pour tout l’Est-Antarctique celui qui relargue de plus de glace en mer et qui subit le plus grand déficit de masse, malgré 40 années de chutes de neige inhabituellement élevées.
Il forme une langue (66°35′S 116°5′E) à l'est du cap Waldron (en) (cap rocheux couvert de glace). Cette langue est attentivement observée via plusieurs satellites.
On a longtemps pensé que cette région du monde était épargnée par le réchauffement climatique, mais dans les années 2000, les satellites ont montré des changements locaux (mais importants et rapides et semble-t-il récents) dans le flux de glace et l’épaisseur de la calotte,. Ils ont fait l’objet de publications scientifiques ; en particulier l’altimétrie satellite révèle une perte d’épaisseur de 1 à 2,5 m / an sur ce glacier, surtout dans la partie s’écoulant le plus rapidement (épaisseur diminuée de 2 m / an), et près de la ligne de terre (-1,5 m /an.
Cette réduction de volume et l'accélération du flux de glace peuvent être dus aux effets combinés de la température du substrat rocheux sous-jacent, d’une éventuelle augmentation de la température de l'air, et à celle du Courant circumpolaire antarctique (en périphérie). Des indices laissent penser que de l’eau assez « chaude » pour faire fondre la glace (et provenant sans doute du plateau continental) s’écoule ou circule sous ce glacier, beaucoup plus que sous le glacier voisin (« glacier de l’Université de Moscou »).
Pour cette raison, ce glacier et ses « terminus flottants » font depuis le début des années 2000 l’objet d’études attentives par des glaciologues, climatologues et géophysiciens. Ces études se font principalement sur la base de l’imagerie satellitale, mais aussi de survols aériens incluant dans certains cas du matériel aéroporté d’acquisition de données gravimétriques pour évaluer la géographie sous-glaciaire et mieux évaluer les changements d’épaisseur du glacier.
De 1992 à 2007, en termes de bilan de masse, la perte nette moyenne annuelle de glace du Totten (par fonte et vêlage) a été estimée à 44,5 Gt/an de glace, qui s'est traduit selon Gwyther (201) par une diminution d'épaisseur de 9,1 m de glace par an (chiffres assez proches des pertes enregistrées à la même époque pour le glacier Dalton). Ces chiffres sont des moyennes, le glacier subit d'importantes variations saisonnières et même interannuelles d'épaisseur mais en 15 ans, le phénomène d'accélération et d'affinement a globalement augmenté, notamment dans les années 2000 (avec une perte d'épaisseur du glacier qui a varié selon les saisons de 3,4 à 5,7 m de glace/an (ce qui correspond à une perte de glace variant de 17 à 28 Gt/an de glace).
Durant les années 2000-2010, de nouvelles données et indices laissent penser que la fonte de ce glacier (et de tout l’est de l’Antarctique) pourrait avoir été sous-estimée. En 2002, Rignot et Jacob ont montré que dans la partie aval du glacier (une partie des 1,6 x l06 km2 de glaces antarctiques qui flottent sur la mer), l'accélération de la fonte était corrélée avec le forçage climatique (chaque augmentation de 0,1 °Celsius de la température de l'eau de mer correspondant à une diminution de 1 mètre/an d'épaisseur de la glace).
En 2013, une nouvelle estimation porte la perte annuelle à 63,2±4 Gt/an de glace pour ce seul glacier.
Selon les retours les plus récents issus d’une étude de terrain, ce glacier qui semblait épargné par les courants réchauffés semble également en train de fondre. Ce n’est pas le glacier le plus grand ni le plus épais (le glacier David et le glacier Lambert mesurent tous deux environ 3 km d’épaisseur en leur centre, mais le glacier David couvre une moins grande surface et le glacier Lambert est encore plus grand, mais s’écoule moins vite vers la mer). Vers l’an 2000, le Totten est le glacier qui libérerait le plus volume de glace en mer.
Selon l'équipe australienne qui a exploré une partie du glacier et de ses eaux de fonte lors de l'expédition conduite du 29 janvier au 16 mars 2014 sur le navire de recherche RVIB Nathaniel B Palmer, sa fonte contribuerait à lentement faire augmenter le niveau des océans de 6 m.

## Température du glacier
L’eau circulant dans la zone d'arrivée en mer du glacier est animée de courants complexes et on ne connait pas les températures du substrat sous-jacent.
Une expédition australienne a constaté durant l’été austral 2014 que la glace du Totten était 1,5 °C plus chaude que dans tous les autres secteurs côtiers visités par l’expédition australienne, différence assez significative selon les scientifiques de cette expédition pour expliquer une fonte accrue de ce glacier par rapport à ses voisins
Cette « anomalie » pourrait peut-être s’inscrire dans ce que des scientifiques de la NASA comme Ala Khazendar (du Jet Propulsion Laboratory de la NASA) pense être un processus irréversible de fonte enclenché dans la partie Ouest de l’Antarctique.. où les étapes déjà enclenchées vont inévitablement nourrir les étapes suivantes,.

## Effets du réchauffement climatique
Ce glacier est l’une des zones du monde suivies (surface, épaisseur, vélocité, température de la glace…) par des études scientifiques portant notamment sur les différences de réchauffement entre les deux pôles et entre la partie Ouest et Est de l'Antarctique, car une hypothèse est qu’une accélération du réchauffement dans cette région pourrait être critique pour la montée des océans parce que capable de déstabiliser une part significative de la chaine des glaciers de l’Est de l’Antarctique.

## Sismique
Cette région a été animée de tremblements de terre qui ont pu déstabiliser certaines pentes lors des épisodes de rapide glaciation/déglaciation, probablement en lien avec le phénomène de rebond isostatique.

## Autres glaciers proches
- Glacier David
- Glacier Ninnis
- Glacier Mertz
- Glacier Denman
- Glacier Scott
- Glacier Lambert
- Glacier Shirase
- Glacier Stancomb-Wills